# 田中勝介
田中 勝介（たなか しょうすけ、生没年不詳）は、江戸時代初期の京都の貿易商人。記録に残る上では、初めてアメリカ大陸に渡り、また太平洋を横断・往復した日本人とされる。勝助とも呼ばれる。
エスパーニャとの通商を試みての渡航であったが、通商に関しての具体的合意には至らなかった。ただし、合意には至らなかったのは、全権大使的立場にあるビスカイノと大御所家康との間で行われた協議の結果であり、勝介の責任ではなかった。『駿府記』慶長16年7月22日条には、帰国後、家康にワインとラシャを献上したことが記述されている。また、将軍徳川秀忠にも五色羅紗、葡萄酒、ヘレス酒（シェリー酒）を献上したといわれる。

## 概要
1610年8月1日、徳川家康の命を受け、前フィリピン総督ドン・ロドリゴの帰郷に他の21人とともにサン・ブエナ・ベントゥーラに同船してヌエバ・エスパーニャ（ノビスパン、現在のメキシコ）のアカプルコへ向かい同年11月13日に到着した。これは、前年にロドリゴがノビスパンへの帰任に際し、台風の影響で乗船していたサン・フランシスコ号が遭難、1609年9月30日に上総国岩和田村（現在の千葉県御宿町）に漂着して乗組員317人が岩和田村の住民に救助されたことを契機としており、家康側近で財政家の後藤庄三郎（光次）の仲介でノビスパンへの渡航を許されたものである。
帰国にあたって、勝介はヌエバ・エスパーニャ副王田中・デ・ベラスコにより派遣された答礼使セバスティアン・ビスカイノとともに1611年3月22日にアカプルコを発ち、同年6月10日相模国浦賀（現在の神奈川県横須賀市）に到着した。ビスカイノは、エスパーニャ国王フェリペ3世の親書を携えて答礼使と金銀島探索の使命を帯びて来日しており、現在の全権大使にあたるとされる。ビスカイノによれば、勝助は洗礼を受け、洗礼名をフランシスコ・デ・ベラスコといい、太平洋渡海中は善良な態度で周囲の尊敬を集めていたという。なお、このとき、使節団のうち、アロンソ・ムニョス神父は家康の使節としてエスパーニャ本国に向かい、3名はヌエバ・エスパーニャに残り、帰朝したのは勝介のほかに17名とされている。